# Olszyny (powiat chrzanowski)
Olszyny – wieś w Polsce, położona w województwie małopolskim, w powiecie chrzanowskim, w gminie Babice. 
| SIMC    | Nazwa    | Rodzaj    |
| ------- | -------- | --------- |
| 0211926 | Dołki    | część wsi |
| 0211932 | Kąty     | część wsi |
| 0211949 | Ogrody   | część wsi |
| 0211955 | Podgórze | część wsi |

W latach 1975–1998 miejscowość należała administracyjnie do województwa katowickiego.
Historia Olszyny (podobnie jak Mętków), są stosunkowo młodą wsią. Jak podają inwentarze klucza lipowieckiego, powstały na gruntach jankowickich leżących w lasach. Wiele wskazuje na to, że mogły powstać w XVI w., początkowo być może jako przysiółek Jankowic. Nie ma wątpliwości, że ich nazwa jest nazwą topograficzną utworzoną od nazwy drzew rosnących w tej okolicy. W księgach parafialnych Babic można spotkać również formę „Olszyna”. Powierzchnia to 233 ha.